# Friuli Latisana Cabernet
Il Friuli Latisana Cabernet è un vino DOC la cui produzione è consentita nella provincia di Udine.

## Caratteristiche organolettiche
- colore: rosso rubino intenso.
- odore: erbaceo, gradevole, intenso.
- sapore: caratteristico, leggermente erbaceo, fine.

## Produzione
Provincia, stagione, volume in ettolitri
- Udine  (1990/91)  643,86
- Udine  (1991/92)  749,18
- Udine  (1992/93)  1065,76
- Udine  (1993/94)  756,21
- Udine  (1994/95)  648,34
- Udine  (1995/96)  449,54
- Udine  (1996/97)  506,52